# アトサヌプリ
アトサヌプリ（アイヌ語ラテン文字表記: atusa-nupuri）は、北海道弟子屈町にある第四紀火山である。標高は512m。活火山に指定されている。硫黄山（いおうざん）とも呼ばれる。
硫黄山の名は、狭義には明治年間にアトサヌプリの麓にあった硫黄の鉱山のみを指すことがある。当山付近をさす地名には「跡佐登」の字を用いる。

## 山名の由来
アイヌ語の「アトゥサ（atusa、「裸である」の意）」と「ヌプリ（nupuri、山）」に由来する。つまり「裸の山」を意味する。アイヌ語研究者の知里真志保によれば、北海道、南千島において熔岩や硫黄に覆われた火山を、アイヌは「atusa-nupuri」と呼んだ。

## 地史
地質は安山岩およびデイサイト、流紋岩。サワンチサップ、マクワンチサップなどの溶岩ドーム群からなる。噴気活動が活発で、火山ガスや水蒸気を出す噴気孔が1500以上ある。

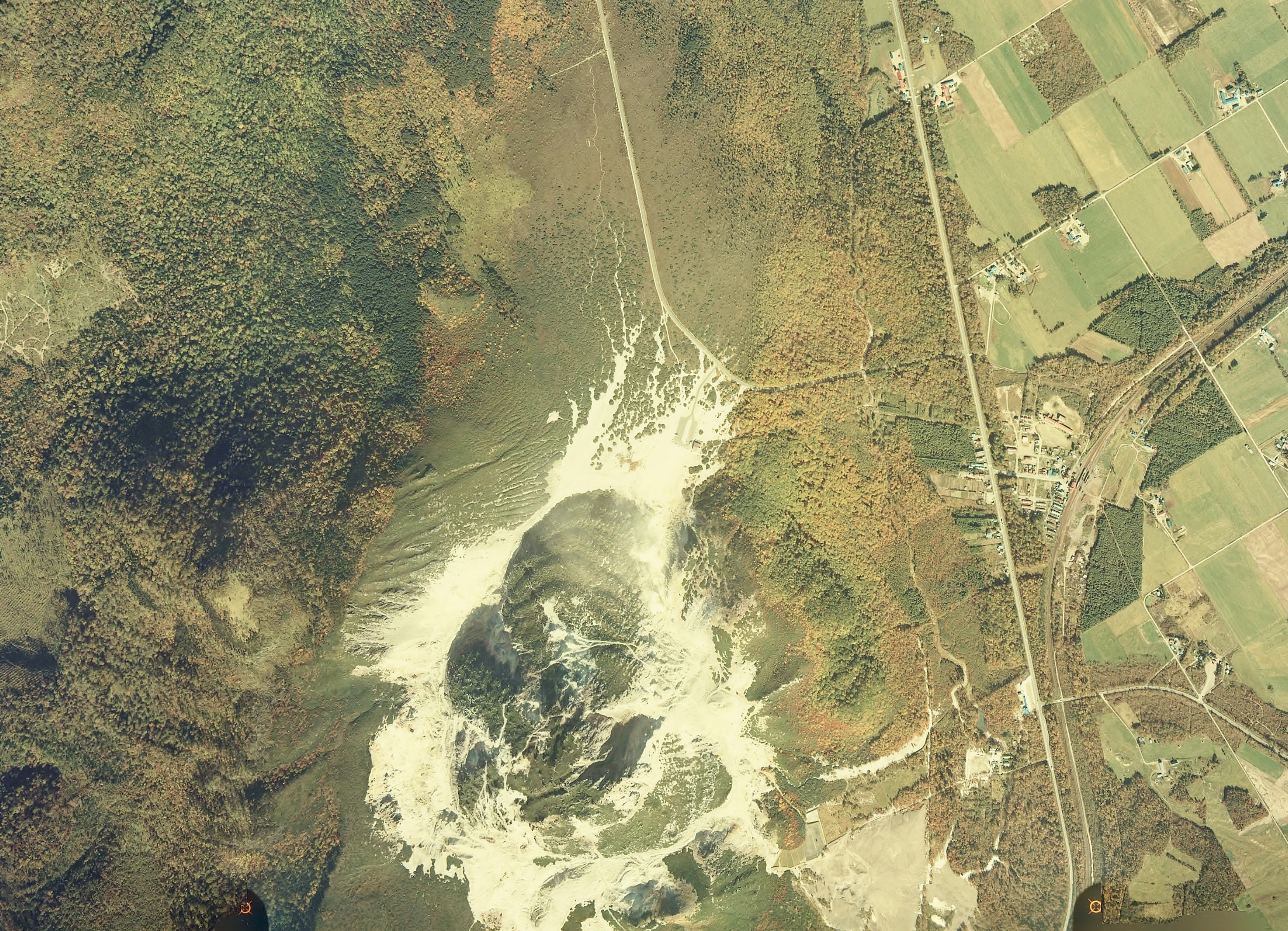
アトサヌプリ周辺の空中写真。画像右（東側）には釧網本線川湯温泉駅が見える。。

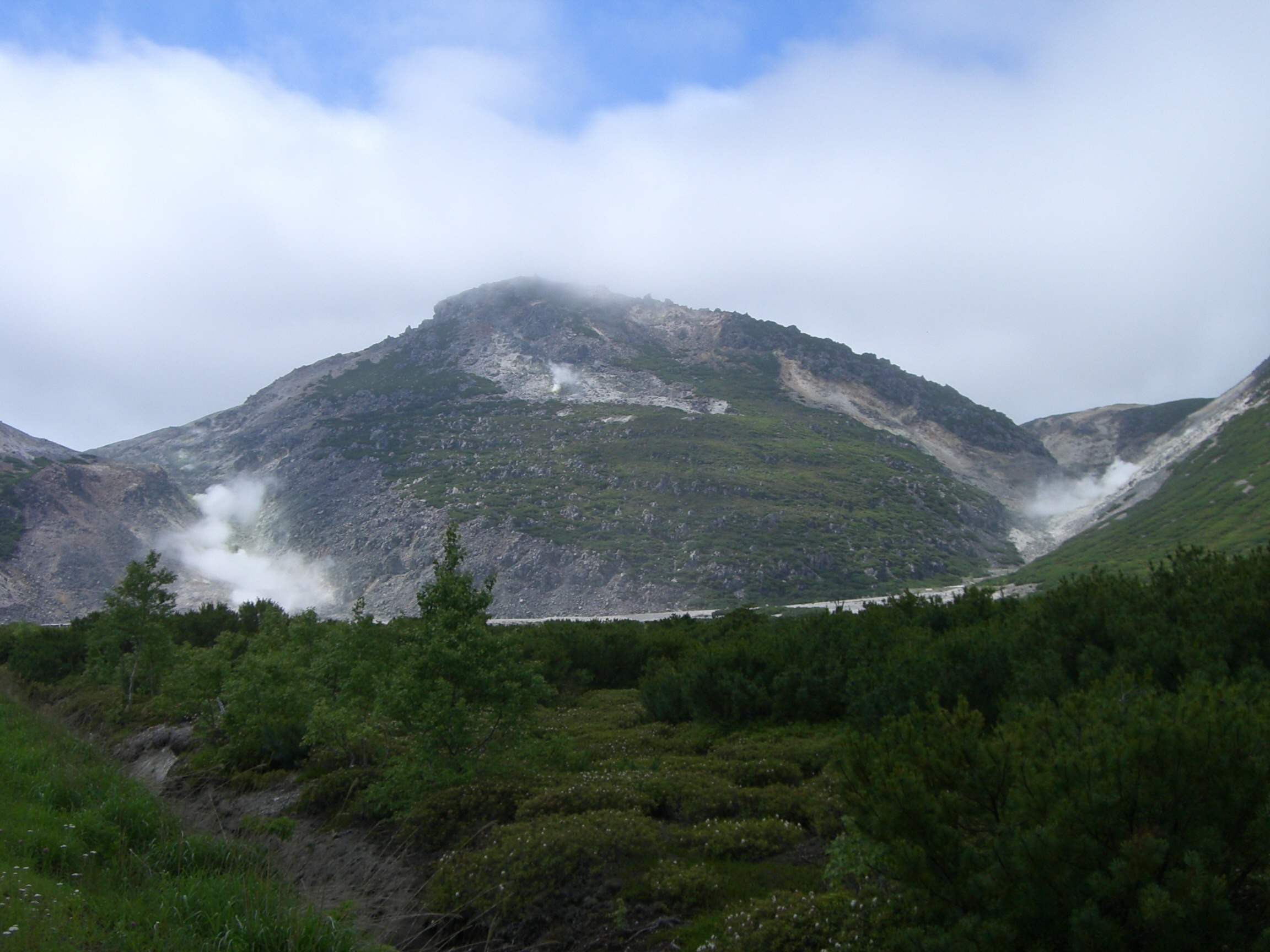
アトサヌプリ溶岩ドーム。酸性の火山噴出物の影響で、周辺は丈の低いハイマツとイソツツジしか生えていない。

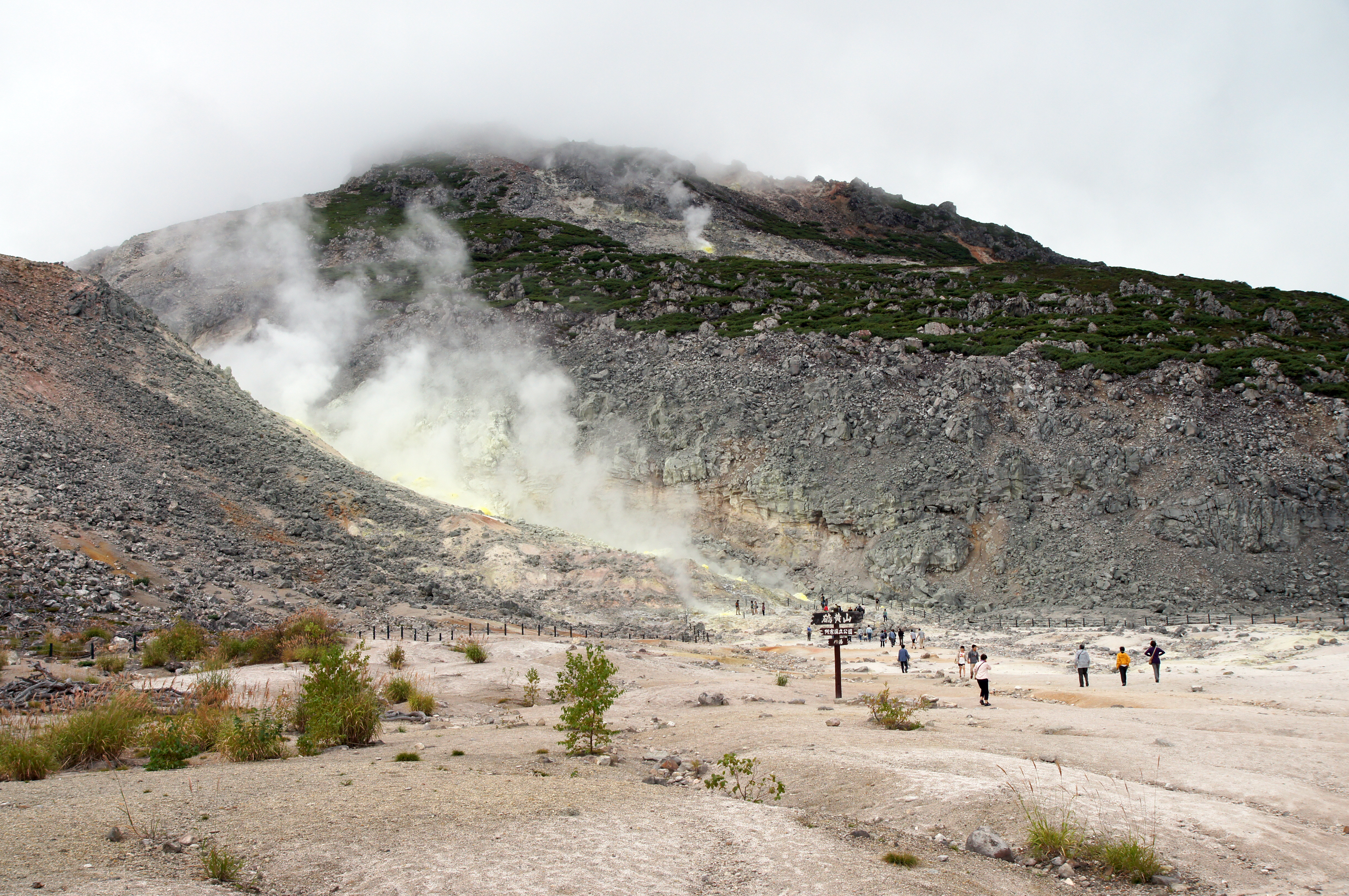
山麓の噴気孔

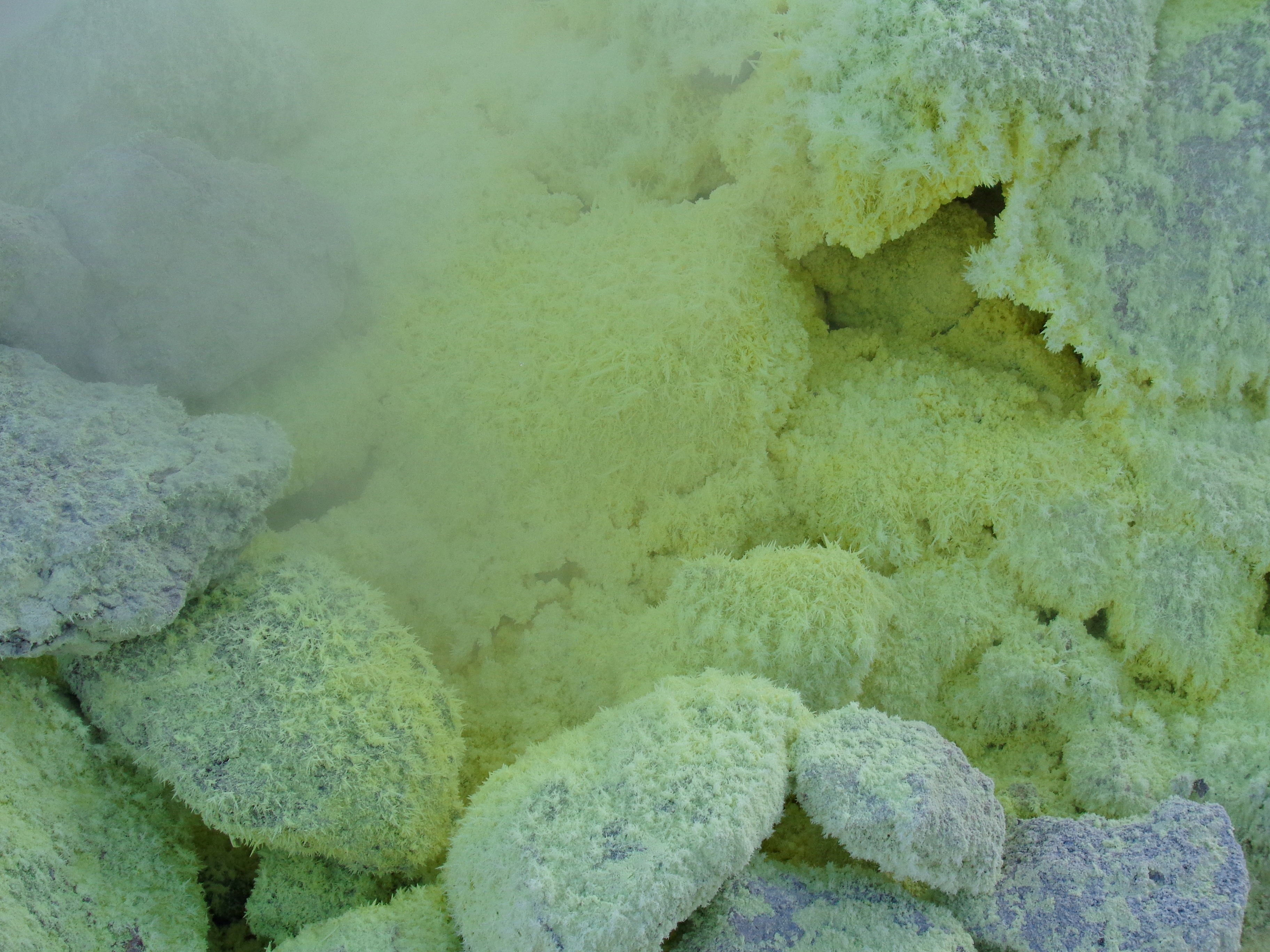
アトサヌプリ地表の噴気孔

アトサヌプリは屈斜路カルデラの中に存在する活火山で、このカルデラの最後の大噴火（約3万年前）以後に生成した後カルデラ火山に相当する。狭義のアトサヌプリは写真の中央に見える溶岩ドームを指すが、火山学的には隣にあるマクワンチサップなどの周辺の10個の溶岩ドームと直径約4kmの小カルデラを含むアトサヌプリ火山群として定義される。
3万年前以後の活動で成層火山を形成した後、火砕流を伴う噴火で直径約4 kmの小カルデラを形成した。その後、カルデラ内にマクワンチサップ（573 m）、サワンチサップなどの溶岩ドームができ、1,500年前以後の火山活動でアトサヌプリ溶岩ドームが完成した。最近の噴火は数百年前に起こったもので、このときの噴火で爆裂火口「熊落とし」ができた。現在
最近の2700年間で7回の爆発的噴火活動があったと推定され、活動が活発だったのは1000 - 1500年前で少なくとも5回の噴火があり、最新の噴火は 300 - 400年前と報告されている。
アトサヌプリ火山群は活動度の低い「ランクC」の火山に指定されている。また、火山噴火予知連絡会によって火山防災のために監視・観測体制の充実等の必要がある火山に選定されている。気象庁により、火山性微動や噴火に伴う空気の振動等を観測するための地震計や空振計が設置されている。

## 自然環境
火山から出る硫黄成分のため山麓周辺部の土壌は酸性化しており、一般に広く見られるエゾマツやトドマツなどが生育できない。荒地に適応したハイマツと、酸性土壌を好むイソツツジが優勢であり、7月初旬にはイソツツジ群落の一斉開花が見られる。一部にはコケモモやガンコウランなどの高山植物も見られ、日本でも最も標高の低い場所にある高山植物帯となっている。
地熱が高い部分は冬でも雪が積もることがない。川湯温泉の硫黄泉はアトサヌプリを源泉としている。温泉層が地表近くにあり、川となって流れていることから川湯と呼ばれる。

## 硫黄鉱山
アトサヌプリの硫黄鉱山は、明治時代の士族反乱（西南戦争等）における国事犯収容施設（集治監）の建設、北海道開拓の停滞を打破したい開拓使の方針、安田財閥による鉱山開発の意向など様々な思惑が結びついて開発されたものである。鉱山としての命脈はわずかな期間であったが、集治監の設置や鉄道の建設などを通じ行われたインフラの整備は、後の釧路地方開発の礎となった。採掘した鉱石の積み出しは、アトサヌプリの東麓に敷設された鉄道により行われた。安田財閥の撤退後は長期間の休止の後に野村財閥系となり、1970年まで操業が続けられた。
アトサヌプリの硫黄鉱山については、川湯硫黄鉱山と呼ばれる場合もある。

### 鉱山史
- 1876年 釧路市の網元佐野孫右衛門が開発に着手するも頓挫し、権利は函館の銀行家（山田銀行）の手を経て安田財閥へ移る。
- 1884年 標茶町に釧路集治監を設置。収容者による鉱山開発が活発化。
- 1886年 標茶町と鉱山の間に安田鉱山鉄道の敷設を着手、同年中に完成。後に釧路鉄道として鉱石輸送が始まる。
- 1890年頃 硫化水素中毒による斃死（へいし）者が増え、看守も含めて200人近くが倒れたことから労働環境が問題となる。
- 1896年 集治監の収容者による鉱山労働を中止。
- 1897年 資源枯渇のため採掘を中止。
- 1931年 跡佐登鉱業株式会社設立。操業再開。
- 1944年 企業整備令により休山。
- 1951年 跡佐登鉱業、野村鉱業（イトムカ鉱山を経営）の子会社となり、同社の支援の下に再開。鉱石の輸送には軌道を廃止して全てトラックを用いており、硫黄の製錬には鉱害の発生が少ないオートクレーブを用いた湿式蒸気製錬が用いられた。
- 1970年 閉山。

## 観光
麓の川湯温泉や多数ある噴気孔が観光名所となっている。入山は3人が死傷する落石事故が発生した2000年以降禁止されてきたが、2020年の夏 - 秋、ガイド同行を条件に少人数での登山が再開された。2020年10月17日 - 25日には、夜にアトサヌプリを照らすイベント「川湯の森 ナイトミュージアム」が実施された。
また、飲食店、土産物店も兼ねたビジターセンター（通称「硫黄山ネイチャーホール」）があり、アトサヌプリ周辺の自然、ならびに明治時代の硫黄採掘の歴史などについて、パネルや各種資料を展示・解説している。有料駐車場や遊歩道が整備されている。

## ギャラリー

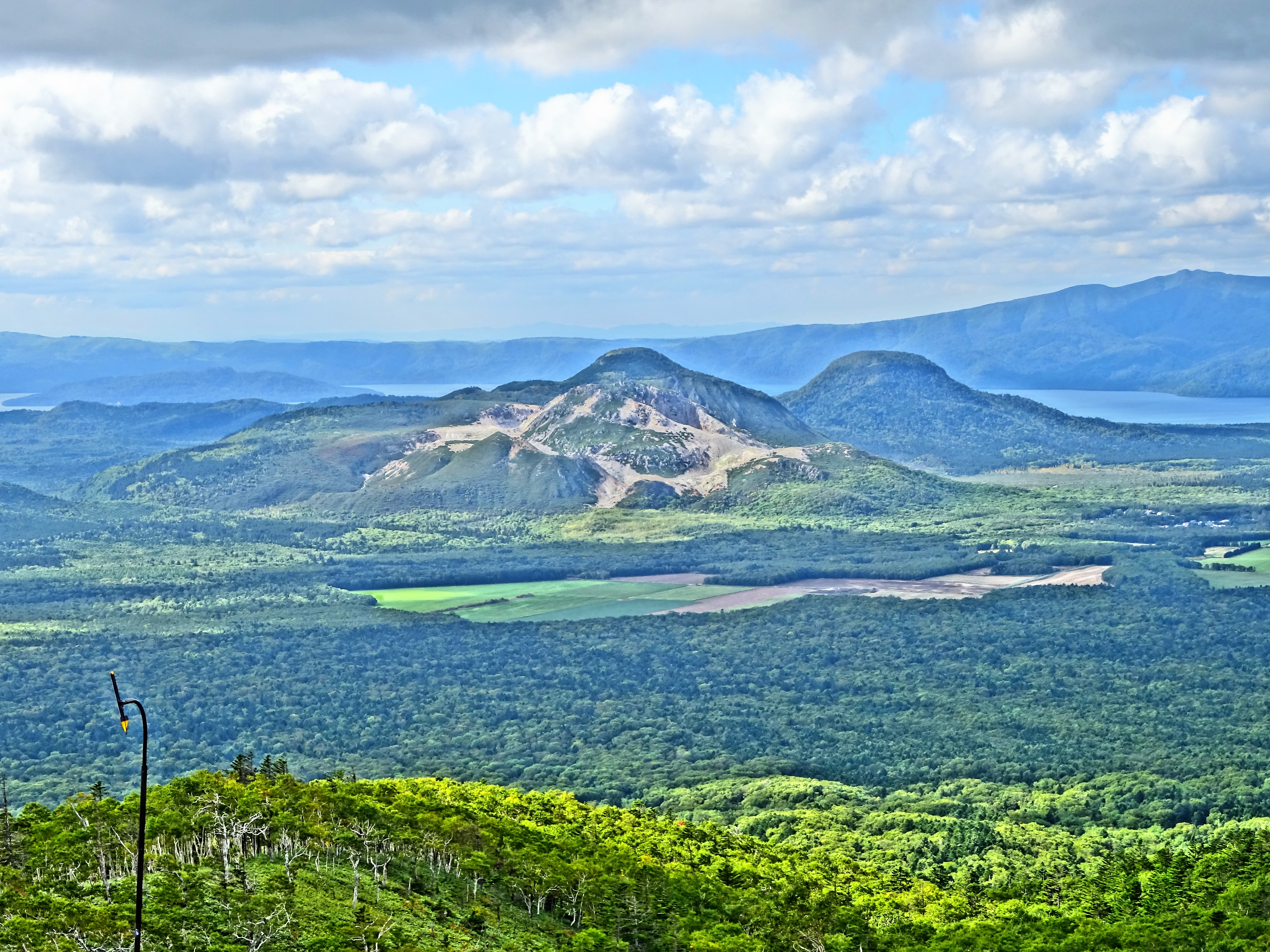
摩周湖展望台より
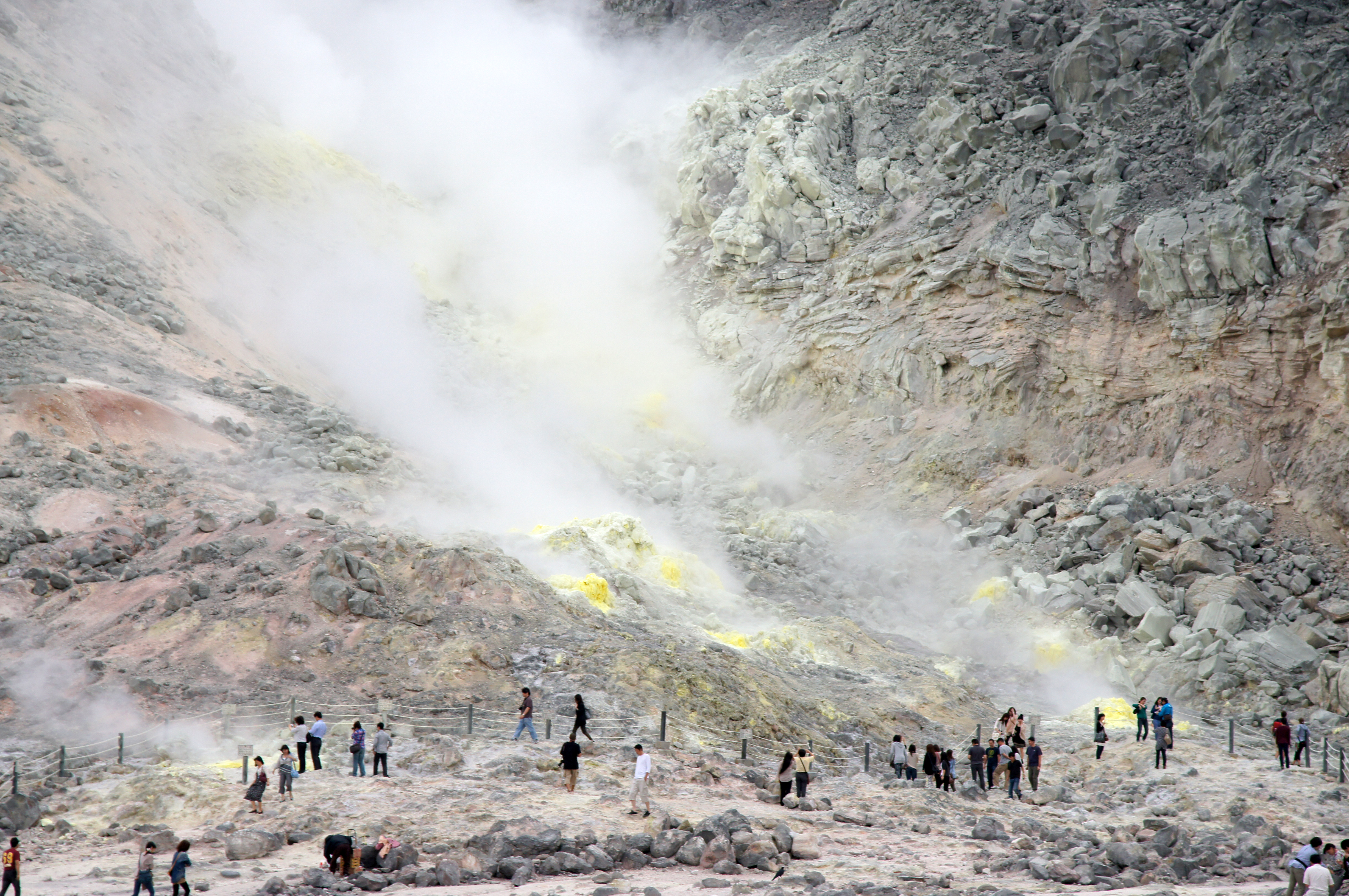
噴気群
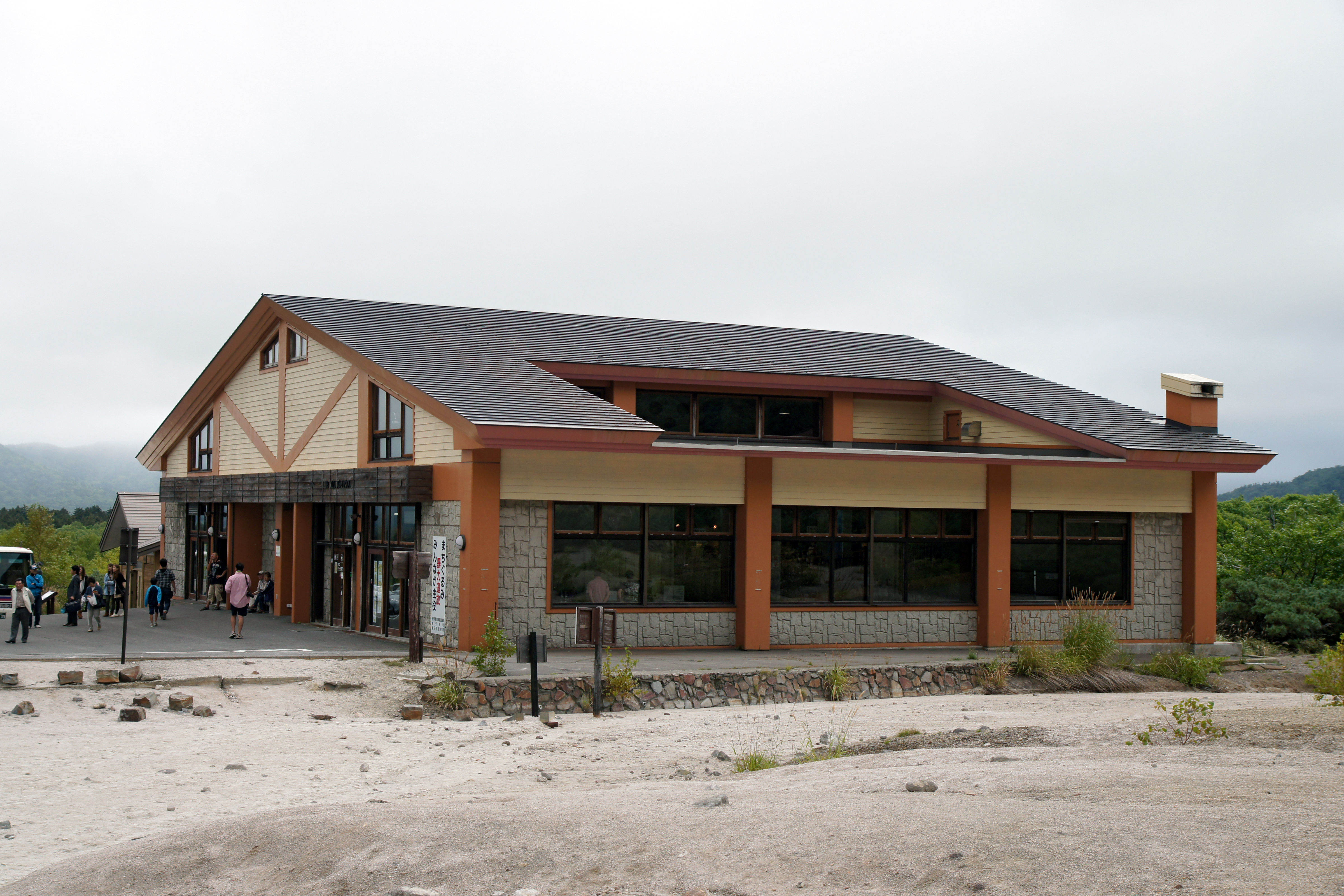
ビジターセンター
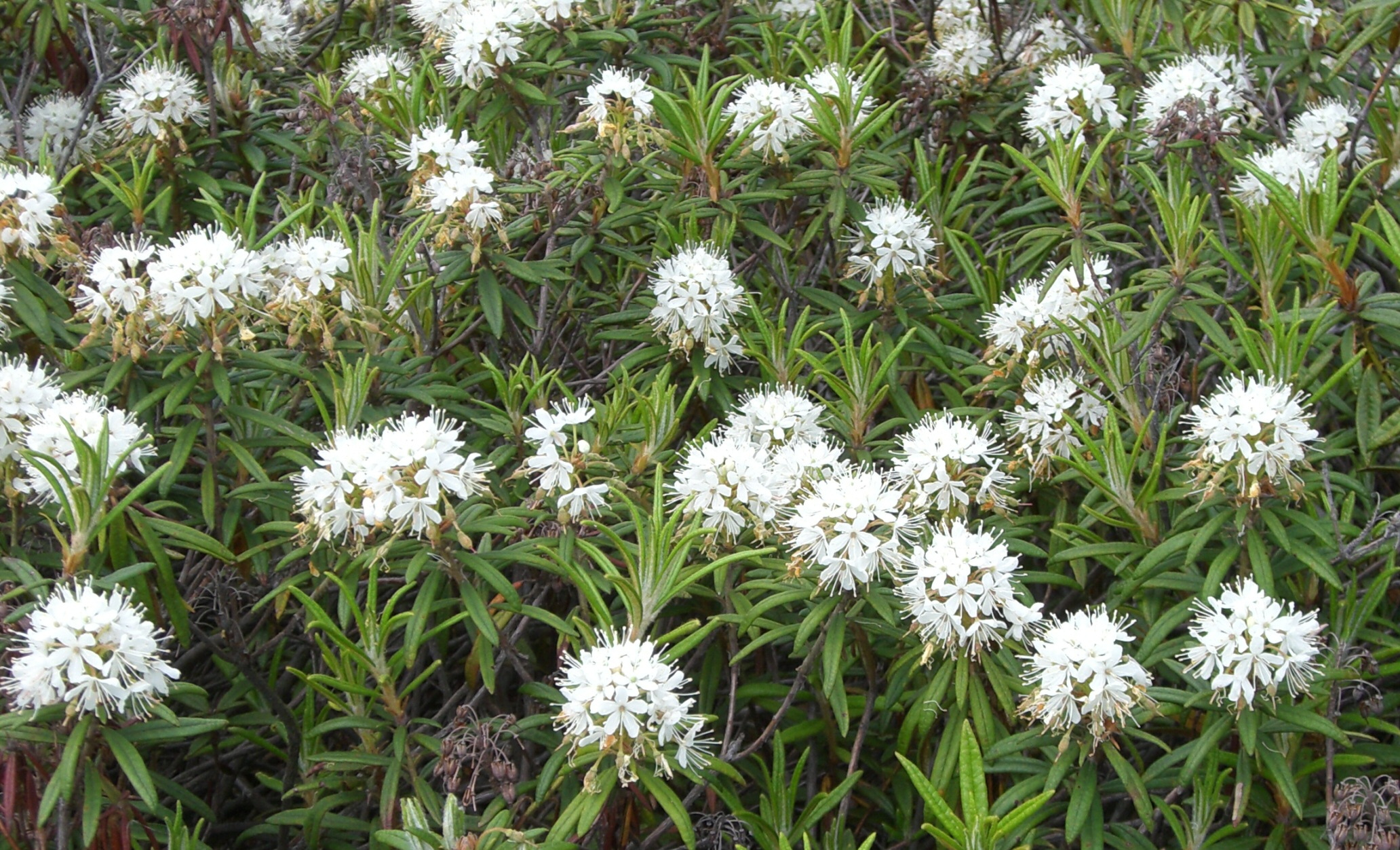
アトサヌプリ周辺のイソツツジ群落（7月初旬）